# آتهارا گاچهیا
آتهارا گاچهیا (به لاتین: Athara Gachhia) یک منطقهٔ مسکونی در بنگلادش است که در ناحیه برگونه واقع شده‌است.